# Jason Arnott
Jason William Arnott (Collingwood, Ontario, Kanada, 1974. október 11. –) világbajnok és Stanley-kupa győztes profi jégkorongozó.

## Karrier
Komolyabb junior karrierjét az OHL-es Oshawa Generalsban kezdte és két idényt játszott ebben a csapatban. Az utolsó idényében nagyon jól szerepelt ezért az Edmonton Oilers az 1993-as NHL-drafton kiválasztotta őt az első kör hetedik helyén. 1993–1994-ben mint újonc 68 pontot szerzett és jelölték az év újoncának (Calder-emlékkupa) a későbbi csapattársával Martin Brodeurrel együtt. 1998. január 4-én elcserélte őt az Oilers Bryan Muirral együtt Valerij Zelepukinért és Bill Guerinért a New Jersey Devils-szel. Az első sorban játszott Patrik Eliášsal és Petr Sýkorával és elvezették a csapatot az 1999–2000-es szezon Stanley-kupa döntőjébe ahol a Dallas Starst verték meg Arnott góljával a második hosszabbításban a hatodik mérkőzésen. 
A következő szezonban ismét eljutottak a döntőbe, de ott a Colorado Avalanche megverte őket. 2002. március 19-én a Dallas Stars megszerezte őt Randy McKay-jel együtt Joe Nieuwendyk és Jamie Langenbrunner ellenében. A 2005–2006-os szezonban karrier rekordot jelentő 76 pontot szerzett a Starsban és 32 gólt ütött ami az első szezonja óta a legjobb. A 44 assziszt szintén karrier rekord. 
A 2006-os holtszezonban a Nashville Predators-szal  ötéves  kontraktust írt alá 22.5 millió dollárért. 2007–2008-ban ismét 44 asszisztot jegyzett és 2008–2009-ben megint csak 33 gólt ütött ami klubrekordnak számít. Ebben az évben játszotta az 1000. mérkőzést az NHL-ben valamint a 800. pontját is megszerezte. 2007 óta a Nashville csapatkapitánya. 2010 nyarán Arnott visszaigazolt a New Jersey Devilshez. A szezon közben 2011. február 28-án a Washington Capitals leigazolta egy csere keretében. 
2011. március 8-án megszerezte a 900. pontját az Edmonton Oilers ellen. Kevesebb, mint egy hónappal később, április 2-án beütötte 400. gólját. 2010. június 19-én visszakerült a New Jersey Devils-hez. Az üzlet során Matt Halischuk és egy második körös draftjog a 2011-es NHL-drafton cserélt gazdát. 2011. február 2-án Arnott eligazolt a Washington Capitalshoz Dave Steckelért és egy második körös draftjogért a 2012-es NHL-drafton. Ebben a szezonban már csak 17 gólt ütött. A Washingtonnal bejutott a rájátszásba ahol 9 mérkőzés 6 pontot szerzett. 
2011. július 6-án a St. Louis Blues szabadügynökként leigazolta. Egy szezont játszott a Bluesban, majd a 2013. november 5-én bejelentette visszavonulását. A Bluesnál kapott állást, mint játékos megfigyelő.

## Díjai, elismerései
- Világbajnoki aranyérem: 1994
- NHL All-Rookie Team: 1994
- NHL All-Star Gála: 1997, 2008
- Stanley-kupa: 2000

## Rekordjai
- Legtöbb gól egy szezonban a Nashville Predators játékosaként: 33 (2008–2009)

## Karrier statisztika

### Klubcsapat
| 1989–1990       | Stayner Siskins     | Jr C            | 34   | 21  | 31  | 52  | 12   | —   | —  | —  | —  | —  |
| 1990–1991       | Lindsay Muskies     | Jr B            | 42   | 17  | 44  | 61  | 10   | 8   | 9  | 8  | 17 | 6  |
| 1991–1992       | Oshawa Generals     | OHL             | 57   | 9   | 15  | 24  | 12   | —   | —  | —  | —  | —  |
| 1992–1993       | Oshawa Generals     | OHL             | 46   | 51  | 47  | 98  | 74   | 13  | 9  | 9  | 18 | 20 |
| 1993–1994       | Edmonton Oilers     | NHL             | 78   | 33  | 35  | 68  | 104  | —   | —  | —  | —  | —  |
| 1994–1995       | Edmonton Oilers     | NHL             | 42   | 15  | 22  | 37  | 128  | —   | —  | —  | —  | —  |
| 1995–1996       | Edmonton Oilers     | NHL             | 64   | 28  | 31  | 59  | 87   | —   | —  | —  | —  | —  |
| 1996–1997       | Edmonton Oilers     | NHL             | 67   | 19  | 38  | 57  | 92   | 12  | 3  | 6  | 9  | 18 |
| 1997–1998       | Edmonton Oilers     | NHL             | 35   | 5   | 13  | 18  | 78   | —   | —  | —  | —  | —  |
| 1997-1998       | New Jersey Devils   | NHL             | 35   | 5   | 10  | 15  | 21   | 5   | 0  | 2  | 2  | 0  |
| 1998–1999       | New Jersey Devils   | NHL             | 74   | 27  | 27  | 54  | 79   | 7   | 2  | 2  | 4  | 4  |
| 1999–2000       | New Jersey Devils   | NHL             | 76   | 22  | 34  | 56  | 51   | 23  | 8  | 12 | 20 | 18 |
| 2000–2001       | New Jersey Devils   | NHL             | 54   | 21  | 34  | 55  | 75   | 23  | 8  | 7  | 15 | 16 |
| 2001–2002       | New Jersey Devils   | NHL             | 63   | 22  | 19  | 41  | 59   | —   | —  | —  | —  | —  |
| 2001-2002       | Dallas Stars        | NHL             | 10   | 3   | 1   | 4   | 6    | —   | —  | —  | —  | —  |
| 2002–2003       | Dallas Stars        | NHL             | 72   | 23  | 24  | 47  | 51   | 11  | 3  | 2  | 5  | 6  |
| 2003–2004       | Dallas Stars        | NHL             | 73   | 21  | 36  | 57  | 66   | 5   | 1  | 1  | 2  | 2  |
| 2005–2006       | Dallas Stars        | NHL             | 81   | 32  | 44  | 76  | 102  | 5   | 0  | 3  | 3  | 4  |
| 2006–2007       | Nashville Predators | NHL             | 68   | 27  | 27  | 54  | 48   | 6   | 2  | 1  | 3  | 2  |
| 2007–2008       | Nashville Predators | NHL             | 79   | 28  | 44  | 72  | 54   | 4   | 1  | 0  | 1  | 4  |
| 2008–2009       | Nashville Predators | NHL             | 65   | 33  | 24  | 57  | 49   | —   | —  | —  | —  | —  |
| 2009–2010       | Nashville Predators | NHL             | 63   | 19  | 27  | 46  | 26   | 6   | 2  | 0  | 2  | 0  |
| 2010–2011       | New Jersey Devils   | NHL             | 62   | 13  | 11  | 24  | 32   | —   | —  | —  | —  | —  |
| 2010–2011       | Washington Capitals | NHL             | 11   | 4   | 3   | 7   | 8    | 9   | 1  | 5  | 6  | 2  |
| 2011–2012       | St. Louis Blues     | NHL             | 72   | 17  | 17  | 34  | 26   | 7   | 1  | 0  | 1  | 0  |
| NHL Összesített | NHL Összesített     | NHL Összesített | 1244 | 417 | 521 | 938 | 1246 | 122 | 32 | 41 | 73 | 76 |

### Válogatott
| Év                  | Csapat              | Esemény             | Eredmény            |   | Msz | G | A | P  | B |
| ------------------- | ------------------- | ------------------- | ------------------- | - | --- | - | - | -- | - |
| 1994                | Kanada              | Világbajnokság      | Aranyérem           | 8 | 0   | 6 | 6 | 10 |   |
| Felnőtt összesített | Felnőtt összesített | Felnőtt összesített | Felnőtt összesített | 8 | 0   | 6 | 6 | 10 |   |